# Guillaume Picon
 (mai 2018).
Si vous disposez d'ouvrages ou d'articles de référence ou si vous connaissez des sites web de qualité traitant du thème abordé ici, merci de compléter l'article en donnant les références utiles à sa vérifiabilité et en les liant à la section « Notes et références ».
Guillaume Picon est un historien français, spécialisé dans l'étude d'archives institutionnelles, un éditeur et commissaire d'exposition.

## Biographie
Après avoir enseigné l'histoire et la géographie, Guillaume Picon a quitté l'Éducation nationale pour l’édition de manuels scolaires.

## Commissariat d'exposition
En tant qu'assistant du commissaire :
- 2013 : L'art à l'épreuve du monde - exposition, Dunkerque, Depoland, 6 juillet-6 octobre 2013 - commissaire de l'exposition Jean-Jacques Aillagon
- 2015 : Let's move - exposition Patinoire Royale de Bruxelles, 26 novembre 2015-26 mars 2016 - commissaire : Arnauld Pierre
- 2016 : Jacques Chirac ou le dialogue des cultures, Musée du quai Branly, 21 juin-9 octobre 2016 - commissaire Jean-Jacques Aillagon

## Publications

### Ouvrages
- 2009 : ABCdaire des rois de France, éditions Flammarion
- 2010 : Le petit livre des rois de France avec Katia Boudoyan, éditions du Chêne.
- 2011 : Versailles : invitation privée, avant-propos J.-J. Aillagon, préface B. Saule, photographies Francis Hammond, éditions Sirka-Flammarion
- 2012 : Cent tableaux à clef de l'histoire de France, avec Anne Sefrioui, éditions Hazan
- 2014 : Ecrivains et artistes face à la Grande Guerre, avec Claude Pommereua, Claire Maingon, éditions Beaux-Arts.
- 2014 : Il était une fois notre école : histoire illustrée de l'école en France, avec Antoine Auger, éditions Gründ,
- 2015 : Un jour à Fontainebleau, photographies d'Eric Sander, aux éditions Flammarion
- 2016 : L'histoire de France : à travers ses personnages, avec Antoine Auger et Marion Fontaine, éditions Hachette éducation
- 2016 : L'histoire de France expliquée par la peinture, éditions Larousse
- 2017 : Orient Express : de l'histoire à la légende, éditions Albin Michel, préface de Kenneth Branagh, photographies de Benjamin Chelly
- 2018 : Château de Villette. Fastes d'un décor à la française, avec Bruno Ehrs, éditions Flammarion
- 2019:  The  Queen Elisabeth : Un destin d'exception , Glenat, 208p.  (ISBN 9782344034613)
- 2019 : Les Patrimoines de l'eau, éditions du Patrimoine, préface d'Anne Hidalgo  (ISBN 978-2757706466)
- 2020 : Intrigues à la cour de France, Editions pratiques automobiles, 160p.  (ISBN 9782376713142)
- 2021 : Vaux le Vicomte : Invitation Privée, avant-propos d'Erik Orsenna, photographies de Bruno Ehrs, éditions Flammarion

### Catalogues d'expositions
- 2013 : L'art à l'épreuve du monde, éditions Invenit, préface de Daniel Percheron et Michel Delebattre
- 2014 : Le festin de l'art, avec Jean-Jacques Aillagon, Alain Drouard, François Simon, éditions Lienart
- 2015 : La résistance des images avec Jean-Jacques Aillagon et Roxana Azimi, éditions de la Patinoire Royale
- 2016 : Let's move, éditions de la Patinoire Royale
- 2016 : Jacques Chirac ou le dialogue des cultures, Beaux-Arts - TTM éditions, préface de Stéphane Martin
- 2017 : Carole Benzaken, coupé-décalé, avec Michel Natier et Philippe Piguet, Musée de Louviers

### Editeur scientifique
- 2014 : Poèmes de poilus, anthologie de poèmes français, anglais, allemands, italiens, russes : 1914-1918, éditions Points
- 2015 : Un jour à Vaux-le-Vicomte, texte de Alexandre Asciano et Jean-Charles de Vogüé, photographies de Bruno Ehrs, éditions Flammarion